# Магнитка (волейбольный клуб)
Магнитка — российский мужской волейбольный клуб из Магнитогорска, Челябинская область. Играет в Высшая лига А. Основан в 1996 году.

## История
В волейбол в Магнитогорске играли давно. В середине 30-х годов существовала сборная ММК выступавшая в городских соревнованиях по волейболу.
Клуб «Магнитка-Университет», ранее «Академия» основан на базе «Магнитогорского государственного технического университета им. Г. И. Носова». В 1996 году студенческая команда МГТУ «Академия» выиграла перевенство России среди студенческих команд и получила право на следующий сезон выступать в Первой лиге. Первым тренером команды на тот момент был Александр Мещеряков, знаковая фигура магнитогорского волейбола. С 1996 по 1999 год «Магнитка» выступала в Первой лиге, затем в сезоне 99/2000 поднималась в Высшую лигу Б, и снова вылетала в Первую лигу. В сезоне 2011/12 магнитогорскому клубу удалось закрепиться в Высшей лиге Б. В сезоне 2019/2020 клуб из Магнитогорска поднялся в Высшую лигу А впервые в своей истории.

## История названий
1996 — «Академия»
1996—2019 — «Магнитка-Университет»
2019- н.в -«Магнитка»

## Цвета и эмблема
Команда выступает в оранжевой игровой форме, на эмблеме клуба изображен лев.